# Erster Maroon-Krieg

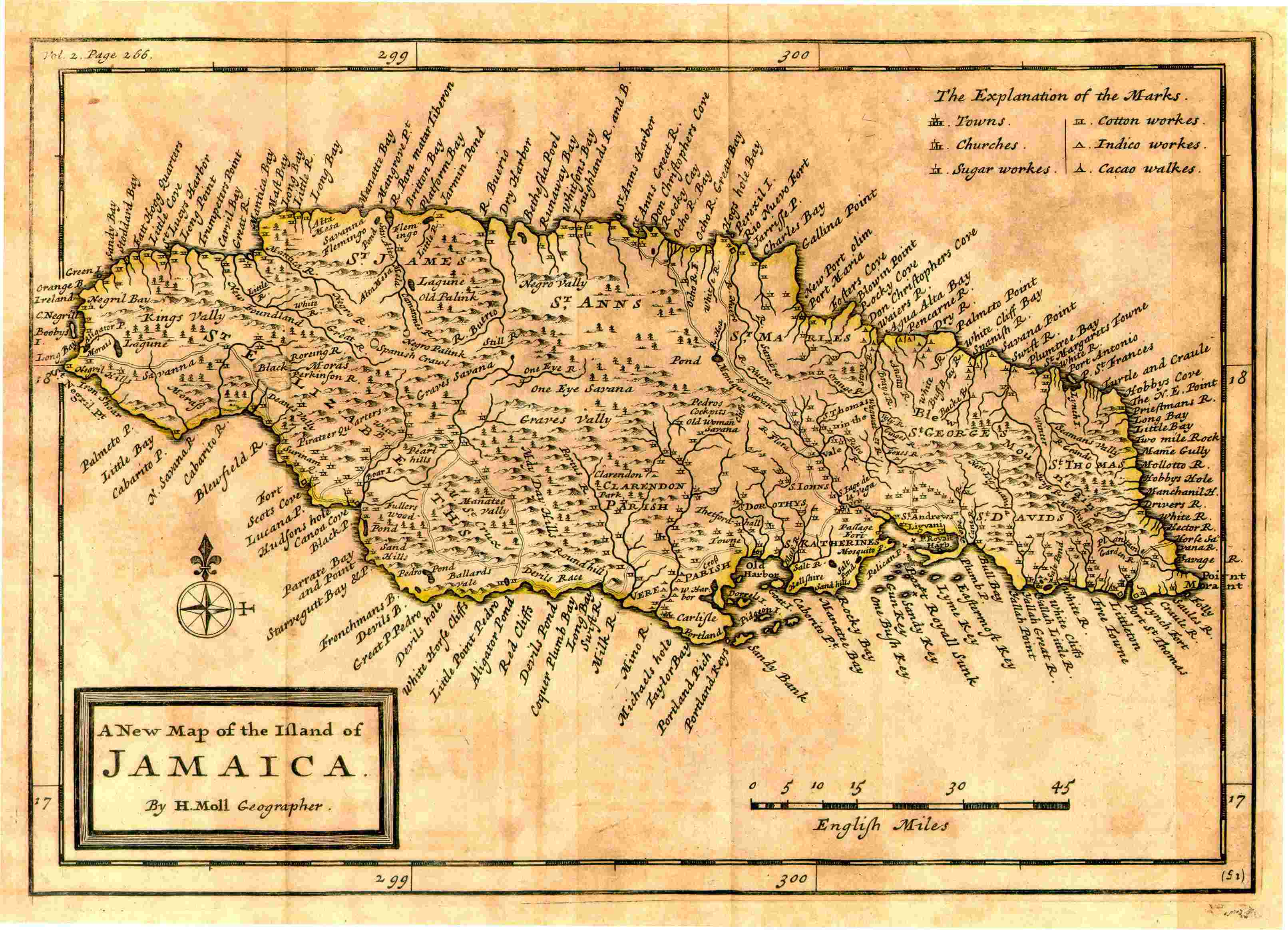
Karte von Jamaika (Herman Moll, 1717)

Der Erste Maroon-Krieg war ein über mehrere Jahrzehnte andauernder Konflikt zwischen den jamaikanischen Maroons und britischen Siedlern und Kolonialtruppen, der mit den Friedensverträgen von 1739/40 endete.

## Vorgeschichte
Die zur Sklavenarbeit auf den Zuckerrohr-Plantagen nach Jamaika verschleppten Afrikaner stammten vor allem aus dem heutigen Ghana und der Elfenbeinküste. Sie sprachen zumeist ähnliche Sprachen (Akan-Sprachen), was ihnen half, zu planen und sich zu verbünden. Außerdem gelangten geflohene Sklaven zu den indigenen Völkern, den Arawaks und Miskitos, in denen sie aufgingen.

## Britische Herrschaft
1655 landeten britische Truppen unter Admiral William Penn auf der Insel und besiegten die spanischen Siedler. Einige Spanier hatten ihre schwarzen Sklaven befreit und für den Kampf gegen die Briten bewaffnet. Diese zogen sich aber zusammen mit den vielen von den fliehenden Spaniern zurückgelassenen Sklaven ins Landesinnere zurück, wo sie sich mit der einheimischen Bevölkerung mischten und die Windward Maroons bildeten.
Den Briten gelang es nie, die Insel völlig zu kontrollieren, da besonders das hügelige und dicht bewaldete Landesinnere, bekannt als Cockpit Country, schwer zugänglich und für den Guerillakampf hervorragend geeignet war. So kam es immer wieder zu kleinen Zusammenstößen, Überfällen und Sklavenaufständen. Eine dieser Revolten führte 1673 dazu, dass im Saint Ann Parish etwa 200 Sklaven entkamen. Sie schlossen sich im Nordosten der Insel mit einer Gruppe Madagassen zusammen, die den Untergang eines Sklavenschiffs überlebt hatten. So entstand die eigenständige Gruppe der Leeward Maroons.
Die Maroons betrieben Landwirtschaft, Jagen und Sammeln. Sie handelten aber auch mit den weißen Siedlern und tauschten Nahrungsmittel gegen Waffen und Kleidung. Zur Versorgung mit europäischen Gütern wurden Überfälle auf Plantagen unternommen. Die dabei befreiten Sklaven verstärkten die Maroon-Siedlungen. Wichtige Führungsfiguren in diesem Kampf waren Granny Nanny (Windward Maroons) und Cudjoe (Leeward Maroons), die nach der mündlichen Überlieferung der Maroons Geschwister waren.
Der Freiheitskampf der Maroons bewog die britische Kolonialmacht, 1728 zusätzliche Truppen auf die Insel zu bringen. Dennoch konnten die Maroons, die sich in Schluchten, Höhlen und im Dickicht versteckten, nicht entscheidend geschwächt werden. Maroon-Späher im Wald konnten vor heranrückenden Feinden warnen, indem sie das Abeng, ein Kuhhorn, bliesen.

## Friedensvertrag
Als die Briten begriffen, dass sie die Maroons nicht besiegen konnten, handelten sie stattdessen einen Vertrag mit ihnen aus. Dies gelang zunächst 1739 mit Cudjoe von den Leeward Maroons. Sie wurden verpflichtet, in ihren fünf Hauptsiedlungen zu bleiben, wo sie weitgehend selbstständig leben konnten. Sie durften allerdings keine entflohenen Sklaven mehr aufnehmen oder mussten sich sogar an der Jagd nach ihnen beteiligen und an Aufstandsniederschlagungen teilnehmen. Zudem besaßen die Maroons selbst Sklaven und plünderten deren Felder für den Eigenanbau, was sie bei diesen verhasst machte. Da die Briten sie als fähige Krieger ansahen, wurden die Maroons außerdem verpflichtet, die Insel im Falle eines Angriffs von außen zu verteidigen.
Unter dem Druck der Europäer und der Leeward Maroons willigten 1740 auch die rebellischen Windward Maroons in einen Vertrag ein. Die bleibende Unzufriedenheit damit führte aber ab 1795 zum Zweiten Maroon-Krieg der Maroons-Gemeinschaft von Trelawny.